# Coelogyne fimbriata
Coelogyne fimbriata é uma espécie de orquídea do gênero Coelogyne, originária do Sudeste Asiático.